# Louis Pichat
Pour les articles homonymes, voir Pichat.
Louis Pichat, né le 9 juillet 1902 à Paris (8e arrondissement) et mort le 15 juillet 1991 à Tourrettes-sur-Loup (Alpes-Maritimes), est un haut fonctionnaire français.
Il est le fils de l'académicien et vice-président du Conseil d'État Georges Pichat. Il est un cousin éloigné par sa mère, Suzanne Godot, de l'homme politique Alexandre Parodi et par sa grand-mère, Alice Gonnet, du violoncelliste André Gonnet.

## Biographie

### L'entre-deux-guerres
Sur les traces de son père, Louis Pichat entra au Conseil d'État en 1929, comme auditeur. Il fut d’abord affecté à la section des Travaux publics.
Tout en exerçant ses fonctions de rapporteur à la section des Travaux publics, il occupa fin 1929 et jusqu’en 1931 les fonctions de chef adjoint du cabinet du sous-secrétaire d’État à l’Agriculture. Cette expérience sera pour lui l’occasion de publier plus tard une étude sur la défense du marché du blé qui fait référence, dans la Revue politique et parlementaire dans laquelle il analyse notamment la loi du 10 juillet 1933. Louis Pichat se vit confier ensuite les mêmes fonctions auprès du ministre de la Défense nationale (1932), puis fut nommé secrétaire général de la Commission supérieure des assurances sociales (1934), et secrétaire général adjoint de l'exposition internationale (1937).
En 1935, Louis Pichat fut nommé au cabinet du président du Conseil, ministre des Affaires étrangères, Pierre Laval, en tant qu'adjoint du chef de cabinet, Pierre Olivier de Sardan. Il s’intéressa aux colonies, et contribua alors une autre monographie à la Revue politique et parlementaire, sur l’outillage public de la France d’Outre-Mer.
Tandis que la guerre d’Espagne faisait rage, et que celle d’Éthiopie commençait, en 1936, Louis Pichat fut mis à la disposition du ministre des Affaires Etrangères pour exercer les fonctions de chargé de mission à la Résidence de Tunis et de conseiller juridique et de législation du protectorat.

### L’armistice et l’occupation
En novembre 1940, ayant été remplacé dans ses fonctions à Tunis, Louis Pichat retrouva son corps d’origine, le Conseil d'État, lequel avait trouvé refuge à Royat. Il fut promu maître des requêtes au Conseil d'État.
De Royat, Louis Pichat gagna Vichy. En septembre 1942, le Président du Conseil, Pierre Laval, chef du gouvernement, et qui exerçait alors aussi les fonctions de ministre secrétaire d'État à l’Intérieur, signa un mouvement administratif portant sur plusieurs postes de l'administration centrale du ministère de l'Intérieur ainsi que de l’administration préfectorale. Louis Pichat, alors maître des requêtes au Conseil d'État, fut nommé au ministère de l'Intérieur, en tant que préfet hors-cadre, adjoint en cette qualité au secrétariat général pour l'administration ,.
À la fin de la guerre, dans le contexte de l'épuration, Louis Pichat fut suspendu de ses fonctions (septembre 1944), puis révoqué du Conseil d'État le 18 décembre 1944.

### La campagne d’Allemagne
Louis Pichat servit pendant la campagne d’Allemagne (29 mars au 8 mai 1945) puis son occupation du (9 mai au 28 octobre 1945).
Il s'engagea d'abord à la 1re armée française, surnommée Rhin et Danube en raison de ses victoires remportées sur le Rhin et le Danube entre le 31 mars et le 26 avril 1945, qui venait de débarquer en Provence. Jean de Lattre de Tassigny, Commandant en chef de cette armée, à qui il fut présenté, accepta son engagement dans l’armée, s'étant préalablement assuré que rien de contraire à l’honneur ne lui ait été reproché pendant l’occupation et à condition qu'il abandonnât son uniforme d'intendant militaire pour celui de capitaine de l'infanterie.
Louis Pichat fut ensuite affecté dans un régiment d'infanterie de la 2e DIM (division d'infanterie marocaine) placée sous le commandement du général François de Linares depuis le 14 avril 1945. Celui-ci, à la fin des hostilités, le garda auprès de lui comme aide de camp. À sa démobilisation, Louis Pichat fut fait chevalier de la Légion d'honneur, après avoir reçu une citation à l'ordre de l'armée.

### Après la Deuxième Guerre mondiale
Un pourvoi ayant été formé contre sa révocation, l'Assemblée plénière du Contentieux du Conseil d'État annula en 1953 la décision prise en 1944, réintégrant Louis Pichat à son rang de maitre des requêtes. Trois mois après, il fut promu conseiller d'État. Louis Pichat fut d’abord affecté à la section du Contentieux, où il passa sept ans. Rapporteur à la première sous-section, il accéda à la présidence de la 8e sous-section du Contentieux en 1958, jusqu’en 1960, année où il rejoint la section des Travaux publics.
Jusqu'à sa retraite du Conseil d'État en 1972, Louis Pichat se partagea entre les travaux intérieurs au Palais Royal et les multiples tâches extérieures qui le sollicitaient, dont des activités dans près d’une vingtaine d'organismes publics, dont il assuma souvent la présidence, notamment :
- Le Conseil arbitral franco-tunisien, dont il fut membre titulaire (1955)[11] ;
- La présidence de quatre commissions des marchés : celles de la Guerre (1954), des Travaux publics (1960), de la Marine marchande (1962), et de l'Équipement (1967) ;
- La vice-présidence du Comité d'évaluation des dommages de guerre industriels (1954-1962), où - aux côtés du Président Renaudin -, lui incomba le règlement des dossiers de toutes les grandes industries sinistrées ;
- La vice-présidence du Comité d'aménagement de la région parisienne (1958-1969), la présidence de la Commission permanente des stations de sports d'hiver et d'alpinisme (1955), la présidence du groupe de travail charge d'examiner les problèmes posés par l'adhésion de la France à la convention sur le plateau continental.
- La présidence du Comité national des clubs et équipes de prévention[12].

Ayant pris sa retraite du Conseil d’État en 1972, Louis Pichat continua à exercer des fonctions : outre sa présence au sein du conseil d'administration du port autonome de Marseille, il devient un membre actif et écouté du Tribunal suprême de Monaco, faisant partie intégralement de son Conseil d'État, dont il fut nommé vice-président à titre honoraire.
Avec le prix Nobel Alfred Kastler, Louis Pichat milita, dans les années 1970, pour la protection de l'environnement en qualité de président d’une association pour la défense du Plan de la Crie, près des Houches (Haute-Savoie).

### Mariages et postérité
Louis Pichat épousa le 7 novembre 1930 Denise Coppier (dont le père était le peintre et graveur originaire d’Annecy André-Charles Coppier). De cette union, naquirent trois enfants, Marie-Anne, Francine, et Chantal.
Ayant divorcé en 1943, Louis Pichat épousa en secondes noces Janine Fermaud le 22 septembre 1961.
Louis Pichat décéda le 15 juillet 1991 à Tourrettes-sur-Loup (Alpes Maritimes), à l’âge de 89 ans.
Très attaché au village du Bois d'Oingt, où il avait passé une partie de son enfance, Louis Pichat légua par testament la propriété familiale, le « Clos Pichat », à la Commune du Bois d’Oingt, à condition toutefois qu’elle soit maintenue dans sa conception actuelle sans qu’y soit édifié aucune construction, que l’architecture des bâtiments ne soit pas modifiée, et que la commune, lorsqu’elle en disposerait, l’utilise, exclusivement, à des fins sociales et culturelles.

## Distinctions
- Officier de l'ordre du Ouissam Alaouite Chérifien (1937)
- Officier de l'ordre royal du Cambodge (1938)
- Croix de guerre 1939-1945
- Cité à l’ordre de l’Armée (1945)
- Officier de la Légion d’honneur (1954)
- Chevalier de la Légion d’honneur (1963)
- Commandeur de la Légion d'honneur (1982)
- Commandeur de l'ordre de Saint-Charles, Principauté de Monaco (1972)
- Grand officier de l'ordre de Saint-Charles, Principauté de Monaco (1984)